# モナド (圏論)
数学の一分野である圏論において、モナド（英語: monad）とは、モノイドに似た構造を備えた自己関手である。モナドは半順序集合上の閉包作用素の一般化や、双圏（英語: bicategory）上のモノイドに似た構造として捉えられ、随伴関手（または随伴1-セル）と強い関係を持つ。双対概念はコモナドである。
歴史的に、この構造は「双対標準構成（英: dual standard construction）」「トリプル（英: triple）」「モノイド（英: monoid）」「トライアド（英: triad）」と様々な呼称で呼ばれており、これについてソーンダース・マックレーンは『圏論の基礎』の中で「不幸にも「トリプル」という語がこの意味でしばしば用いられたことが無用な混乱を拡大した」と記している。「モナド」という語彙はライプニッツ（モナド (哲学) を参照）からの借用であるが、これを誰が名付けたかは定かではない。少なくともジャン・ベナブー（英語: Jean Bénabou）の1967年の論文に使用例が存在しており、1969年ごろの段階ではマックレーンもまだ呼称を決定していなかったことをロス・ストリート（英語: Ross Street）が明かしている。

## 定義
{\displaystyle C} が圏のとき、{\displaystyle C}上のモナドは関手 {\displaystyle T:C\rightarrow C} と2つの自然変換 {\displaystyle \eta :1_{C}\rightarrow T} ({\displaystyle 1_{C}} は {\displaystyle C} 上の恒等関手) と {\displaystyle \mu :T^{2}\rightarrow T} ({\displaystyle T^{2}} は関手 {\displaystyle T\circ T:C\rightarrow C}) から成り、これらは以下の条件をみたす(en:coherence_conditions と呼ばれることもある)：
- {\displaystyle \mu \circ T\mu =\mu \circ \mu T} (自然変換 {\displaystyle T^{3}\rightarrow T} として)
- {\displaystyle \mu \circ T\eta =\mu \circ \eta T=1_{T}} (自然 {\displaystyle T\rightarrow T} として。ここで {\displaystyle 1_{T}} は {\displaystyle T} 上の恒等変換である)

これらの条件は以下の可換図式によって書き直すことができる：
|  |  |

{\displaystyle T\mu } や {\displaystyle \mu T} という表記を展開し以下の可換図式で表すと以下のようになる：
|  |  |

### 自己関手の圏上のモノイドとして
圏 {\displaystyle C} 上の自己関手（C から C への関手）を対象として、それらの間の自然変換を射とする圏を {\displaystyle \mathrm {End} _{C}} で表す。このとき、自己関手の合成演算 {\displaystyle \circ } は {\displaystyle \mathrm {End} _{C}} にモノイダル圏の構造を与える。{\displaystyle \mathrm {End} _{C}} において {\displaystyle C} 上のモナド {\displaystyle (T,\eta ,\mu )} は、{\displaystyle \mathrm {End} _{C}} の対象 {\displaystyle T} と射 {\displaystyle \eta :1_{C}\to T}, {\displaystyle \mu :T\circ T\to T} の組であって、
- {\displaystyle \mu \cdot (T\circ \mu )=\mu \cdot (\mu \circ T)}
- {\displaystyle \mu \cdot (T\circ \eta )=\mu \cdot (\eta \circ T)=1_{T}}

（ここで・は {\displaystyle \mathrm {End} _{C}} の射の合成を表す）を満たすものと書ける。すなわち、これは {\displaystyle \mathrm {End} _{C}} のモノイド (Monoid (category theory)) である。

## 具体例

### 閉包作用素
完備束 L 上の写像 c: L → L が以下の条件を満たすとき、c を閉包作用素と言う：
1. x ≦ y ならば c(x) ≦ c(y)
2. x ≦ c(x)
3. c(c(x)) = c(x)

L と順序関係 ≦ のなす構造を圏とみなしたとき、条件1と順序関係の性質から c を関手と思うことができる。さらに、順序集合を圏とみなしたとき、各対象の間の射は高々1つである。このことと条件2,3を用いると、c は L 上のモナドである条件を満たす。半順序上のモナドが閉包作用素であることは Mac Lane (1978, p. 139) でも示されている。

### 自由モノイド
集合の圏 Set 上の関手 T: Set → Set を{\displaystyle TA:=\coprod _{n\geq 0}A^{n}}で定める。すなわち、TA は A の要素の有限長のリスト [a1, a2, ..., an]すべてからなる集合である。このとき、ηA: A → TA を a ↦ [a] として、μA: T 2A → TA をリストの結合で定めると、T は Set 上のモナドとなる。これを自由モノイドモナド、あるいはリストモナドと呼ぶ。

## モナドと随伴関手
関手 {\textstyle F:\mathbb {C} \to \mathbb {D} } と {\textstyle G:\mathbb {D} \to \mathbb {C} } は随伴、すなわち自然な同型 {\displaystyle \varphi :\mathbb {D} (Fx,y)\simeq \mathbb {C} (x,Gy)} が存在するとき、関手 {\textstyle G\circ F:\mathbb {C} \to \mathbb {C} } はモナドとなる。ここでモナドを構成する ηx: x → GFx は随伴の単位射、μx: GFGFx → GFx は随伴の余単位 εy: FGy → y を用いて GεFx で定まる。
随伴関手はモナドを伴う一方、全てのモナドは随伴関手の合成として表すことができる。圏 ℂ 上のモナド {\displaystyle (T,\eta ,\mu )} に伴う特別な随伴として、アイレンベルグ-ムーア圏{\displaystyle \mathbb {C} ^{T}}とクライスリ圏 {\displaystyle \mathbb {C} _{T}} への随伴が知られている。

### アイレンベルグ-ムーア圏
圏 ℂ 上のモナド {\displaystyle (T,\eta ,\mu )} に対して、ℂ の対象 A と射 α: TA → A の組をT-代数という。また、T-代数 (A, α) と (B, β) の間のモルフィズム f: (A, α) → (B, β) を、{\displaystyle \beta \circ Tf=f\circ \alpha } を満たす ℂ の射 f: A → B で定める。T のアイレンベルグ-ムーア圏 {\displaystyle \mathbb {C} ^{T}} とは、T-代数とその間のモルフィズムからなる圏である。
T-代数の圏に対して、随伴となる関手 {\textstyle F^{T}:\mathbb {C} \to \mathbb {C} ^{T}} と {\textstyle U^{T}:\mathbb {C} ^{T}\to \mathbb {C} } は次のように定められる：
- {\displaystyle F^{T}(x)=(Tx,\mu _{x})}, {\displaystyle F^{T}(f)=Tf}
- {\displaystyle U^{T}(A,\alpha )=A}, {\displaystyle U^{T}(f)=f}

定義から {\displaystyle U^{T}\circ F^{T}=T} であり、従って {\displaystyle T} は {\displaystyle F^{T}} と {\displaystyle U^{T}} に伴うモナドである。
アイレンベルグ-ムーア圏とそれに伴う随伴は、任意の随伴 {\displaystyle F\dashv G:\mathbb {C} \rightharpoonup \mathbb {D} } に対して {\textstyle L\circ F=F^{T}} と {\textstyle U^{T}\circ L=G} を満たす関手 {\displaystyle L:\mathbb {D} \to \mathbb {C} ^{T}}がただ1つ存在するという性質を持つ。

### クライスリ圏
圏 ℂ 上のモナド {\displaystyle (T,\eta ,\mu )} に対して、T のクライスリ圏 {\displaystyle \mathbb {C} _{T}} は {\textstyle \mathbb {C} } と同一の対象を持ち、{\displaystyle \mathbb {C} _{T}(x,y)=\mathbb {C} (x,Ty)} によって定まる射を持つ圏である。このとき、{\displaystyle \mathbb {C} _{T}} における射の合成は、{\displaystyle f:x\to Ty} と {\displaystyle g:y\to Tz} に対して {\textstyle x\xrightarrow {f} Ty\xrightarrow {Tg} T^{2}z\xrightarrow {\mu _{z}} Tz} で定まる。また、恒等射は {\displaystyle \eta _{x}:x\to Tx} となる。
クライスリ圏 {\displaystyle \mathbb {C} _{T}} に対して、随伴となる関手 {\textstyle F_{T}:\mathbb {C} \to \mathbb {C} _{T}} と {\textstyle U_{T}:\mathbb {C} _{T}\to \mathbb {C} } は次のように定められる：
- {\displaystyle F_{T}(x)=x}, {\displaystyle F_{T}(f)=\eta _{y}\circ f}
- {\displaystyle U_{T}(x)=Tx}, {\displaystyle U_{T}(f)=\mu _{y}\circ Tf}

定義から {\displaystyle U_{T}\circ F_{T}=T} であり、従って {\displaystyle T} は {\displaystyle F_{T}} と {\displaystyle U_{T}} に伴うモナドである。
クライスリ圏とそれに伴う随伴は、任意の随伴 {\displaystyle F\dashv G:\mathbb {C} \rightharpoonup \mathbb {D} } に対して {\textstyle K\circ F_{T}=F} と {\textstyle G\circ K=U_{T}} を満たす関手 {\displaystyle K:\mathbb {C} _{T}\to \mathbb {D} }がただ1つ存在するという性質を持つ。